# Heller Schmuckspanner

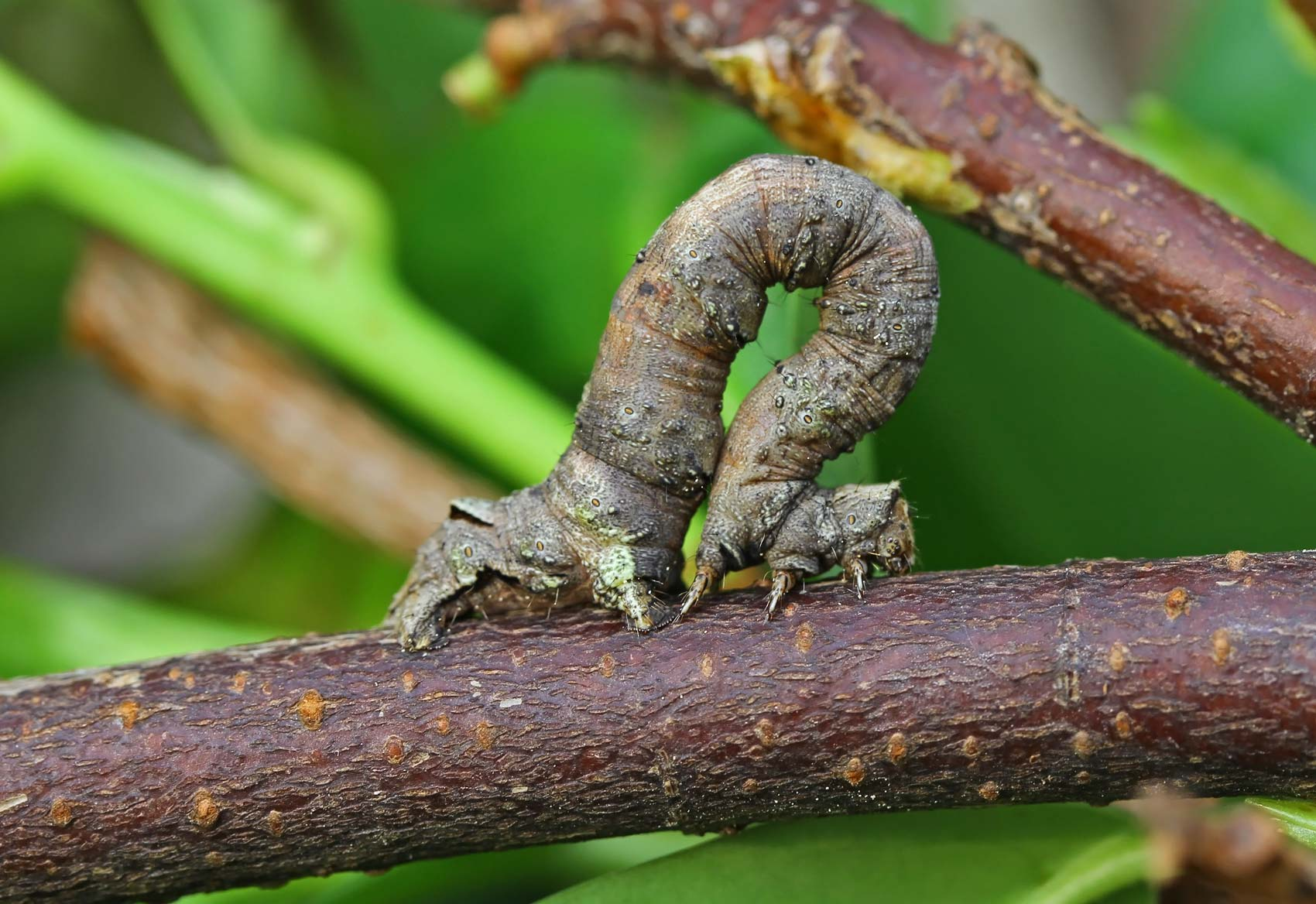
Raupe des Hellen Schmuckspanners

Der Helle Schmuckspanner (Crocallis elinguaria), auch Hellgelber Schmuckspanner genannt, ist ein Schmetterling (Nachtfalter) aus der Familie der Spanner (Geometridae).

## Merkmale

### Falter
Die Falter erreichen eine Flügelspannweite von 34 bis 44 Millimetern. Die Vorderflügel sind in der Regel hellgelb und zeigen ein hellbraunes Mittelfeld, das von einer dunkelbraunen, fast geraden Querlinie nach innen sowie einer weiteren dunkelbraunen, leicht gebogenen Querlinie nach außen begrenzt wird und das außerdem einen großen schwarzen Mittelpunkt aufweist. Am Saum befindet sich eine aus schwarzen Punkten gebildete Linie. Der Apex ist spitz. Vereinzelt kommen auch Exemplare vor, die entweder einfarbig gelb oder rötlich braun oder dunkelbraun gefärbt sind. Auch die Kontrastintensität des Mittelfeldes ist sehr variabel. Die Hinterflügel sind in der jeweiligen Farbe der Vorderflügel angelegt, meist jedoch etwas heller. Wegen des völlig verkümmerten Saugrüssels leitet sich der wissenschaftliche Name der Art vom lateinischen elinguis = „ohne Zunge“ ab. Die Fühler der Männchen sind beidseitig gekämmt, diejenigen der Weibchen sind fadenförmig. Der Thorax ist bei beiden Geschlechtern stark behaart.

## Ei
Das Ei ist vierkantig, an Ober- und Unterseite abgeflacht. Es hat eine weißgraue Farbe und ist schwach oliv braun marmoriert.

### Raupe
Erwachsene Raupen haben eine bräunliche oder gelbliche Färbung. Auf dem Rücken hebt sich eine dunkelbraune Linie hervor, die an den Segmenteinschnitten erweitert ist. An den Seiten sind zuweilen einige dunkle Punkte oder Schrägstriche zu erkennen. Charakteristisch sind zwei kleine spitze Warzen auf dem elften Segment.

### Puppe
Die Puppe hat eine glänzend rotbraune Farbe und zeigt zwei lange Hakendornen sowie einige gekrümmte Borsten am Kremaster.

## Ähnliche Arten
Der Schlehen-Schmuckspanner (Crocallis tusciaria) unterscheidet sich durch die stärker eingebuchtete äußere Begrenzungsquerlinie des Mittelfeldes, weitere Unterscheidungsmerkmale siehe dort.

## Geographische Verbreitung und Lebensraum
Der Helle Schmuckspanner kommt von Marokko durch ganz Europa vor. Richtung Osten reicht das Vorkommen durch Asien bis nach Japan. Der Polarkreis bildet die nördlichste Grenze. In den Alpen steigt er bis auf eine Höhe von 1600 Metern. Die Art  bewohnt bevorzugt bergiges Gelände und ist auch auf Heiden, Mooren und Waldlichtungen sowie in Gartenanlagen anzutreffen.

## Lebensweise
Die in einer Generation erscheinenden Falter sind nachtaktiv. Die Hauptflugzeit fällt in die Monate Juli und August. Vereinzelte Exemplare wurden noch im September oder Oktober gefunden. Sie besuchen gerne künstliche Lichtquellen. Die Raupen leben ab dem Spätsommer polyphag an den Blättern verschiedener Pflanzen, beispielsweise an Weiden- (Salix), Eichen- (Quercus), Linden- (Tilia), Prunus-, Ulmen- (Ulmus), Ginster- (Genista), Weißdorn- (Crataegus) und  Heckenkirschenarten (Lonicera) oder an Heidelbeere (Vaccinium myrtillus). Der Raupe wird nachgesagt, dass sie gelegentlich auch die Larven anderer Schmetterlingsarten frisst, beispielsweise diejenigen der Weißdorn-Eule (Allophyes oxyacanthae). Deshalb wurde die Art früher zuweilen als „Mordspanner“ bezeichnet. Die Raupen überwintern und verpuppen sich im Juni des folgenden Jahres.

## Gefährdung
Der Helle Schmuckspanner kommt in allen deutschen Bundesländern vor und wird auf der Roten Liste gefährdeter Arten als nicht gefährdet eingestuft.